# رئاسة جون تايلر
بدأت رئاسة جون تايلر في 4 أبريل 1841، عندما أصبح جون تايلر رئيسًا للولايات المتحدة بعد وفاة الرئيس ويليام هنري هاريسون، وانتهت في 4 مارس 1845. كان تايلر نائب رئيس الولايات المتحدة لمدة 31 يومًا فقط عندما تولى الرئاسة. هو الرئيس العاشر للولايات المتحدة، وأول من تولى المنصب بدون إجراء انتخابات. للتخلص من عدم اليقين الدستوري، أدى تايلر اليمين الرئاسي في 6 أبريل، وانتقل إلى البيت الأبيض، وتولى سلطات رئاسية كاملة، وهي سابقة أثرت على التعاقب الرئاسي في الحالات الاستثنائية وأُدرجت في نهاية المطاف في التعديل الخامس والعشرين.
على الرغم من ترشيحه لمنصب نائب الرئيس من قبل الحزب اليميني في عام 1840، لكن لم يشارك تايلر الآراء التي يتبناها بعض أعضاء حزبه حول العديد من القضايا. ومع ذلك، لم يشكل ذلك أي مشكلة إلا بعد انتخابات 1840، لأنه خلال تلك الحملة، لم يتخذ الحزب مواقف واضحة بشأن قضايا محددة مثل البنك الوطني وتعرفة الحماية الجمركية. وبدلًا من ذلك، شددت تلك الحملة على مهاجمة الرئيس الديمقراطي وقتها مارتن فان بورين وإعلان شعارات ملونة حول الكبائن الخشبية وعصير التفاح. ومع ذلك، بعد الانتخابات، بصفته مناصرًا صارمًا للبناء، وجد تايلر أن جزءًا من البرنامج الذي قدمه الحزب اليميني في الكونغرس غير دستوري، وبالتالي استخدم حق النقض ضد العديد من مشاريع القوانين التي يفضلها زعيم الحزب هنري كلاي. من بين مشاريع القوانين التي اعترض عليها تايلر كان إجراء لإعادة إنشاء بنك وطني. ردًا على هذا النقض، استقال معظم أعضاء حكومة تايلر، وطرد أعضاء الكونغرس اليمينيون تايلر من الحزب. وقدموا قرارًا يدعو إلى عزله في مجلس النواب. على الرغم من خلافاته مع الكونغرس، وقع تايلر على التعريفة الجمركية لعام 1842، والتي وفرت الإيرادات اللازمة لحكومة ما تزال تتعامل مع آثار ذعر عام 1837.
حقق تايلر نجاحًا أكبر في الشؤون الدولية. تفاوضت إدارته على معاهدة وبستر-أشبرتون، التي حسمت نزاعًا إقليميًا مثيرًا للجدل مع المملكة المتحدة. شدد تايلر أيضًا على المصالح الأمريكية في المحيط الهادئ، وتوصل إلى معاهدة تجارية مع سلالة تشينغ الحاكمة في الصين، عُرفت باسم معاهدة وانجيا. ووسع مبادئ مونرو إلى هاواي، في سياسة أصبحت تُعرف باسم «مبدأ تايلر». خلال آخر عامين له في منصبه، ضغط تايلر من أجل ضم تكساس، وبالتالي إدخال قضية الضم في الانتخابات الرئاسية لعام 1844. بسبب إدارته لتلك القضية، منع الحزب الديمقراطي المؤيد للضم (الولايات المتحدة) إعادة ترشيح الرئيس السابق فان بيورين، الذي عارض الضم ورشح بدلًا من ذلك جيمس ك. بولك الذي لم يكن معروفًا في السابق، والذي استمر في هزيمة كلاي، المرشح اليميني في الانتخابات العامة. في 1 مارس 1845، قبل ثلاثة أيام من تسليم الرئاسة إلى بولك، وقع تايلر مشروع قانون ضم تكساس ليصبح قانونًا، وأصبحت تكساس ولاية في السنة الأولى من رئاسة بولك.
أثارت رئاسة تايلر ردودًا شديدة الانقسام، لكنه لم يُقدّر كثيرًا من قبل المؤرخين. بدأ إدوارد ب. كرابول سيرته الذاتية «جون تايلر، الرئيس العرضي» في عام (2006) بالإشارة إلى: «جادل مؤرخون وكُتاب سير آخرون بأن جون تايلر كان رئيسًا تنفيذيًا سيئ الحظ وغير كفؤ، وكانت رئاسته معيبة بشكل خطير». في كتاب «الرؤية الجمهورية لجون تايلر» (2003)، لاحظ دان مونرو أن رئاسة تايلر «تُصنف عمومًا على أنها الأقل نجاحًا». أشاد بعض المؤرخين والمعلقين بسياسة تايلر الخارجية وسلوكه الشخصي والسابقة التي أحدثها بالنسبة لخلافة الرئاسة.

## تسلمه للمنصب
في الانتخابات الرئاسية عام 1840، هزمت بطاقة ويليام هنري هاريسون وجون تايلر اليمينية البطاقة الديمقراطية بقيادة الرئيس الحالي مارتن فان بورين. أدى تايلر اليمين الدستورية ليكون النائب العاشر لرئيس الدولة في 4 مارس 1841، في نفس يوم تنصيب الرئيس هاريسون. بعد خطاب هاريسون الذي استمر ساعتين في يوم 4 مارس البارد والغائم وقتها، عاد نائب الرئيس إلى مجلس الشيوخ لتلقي ترشيحات الرئيس لمجلس الوزراء، وترأس التأكيدات في اليوم التالي. توقع القليل من المسؤوليات، ثم غادر واشنطن، وعاد بهدوء إلى منزله في ويليامزبرغ. بعد تنصيبه، دعا هاريسون إلى عقد جلسة خاصة للكونغرس تبدأ في أواخر مايو؛ بهدف معالجة الوضع المالي الخطير لبلد ما يزال في خضم ذعر عام 1837. أثرت الأسابيع القليلة الأولى من الرئاسة على صحة هاريسون، وبعد تعرضه لعاصفة مطيرة في أواخر مارس أصيب بذات رئة والتهاب جنب. لم يكن تقدم هاريسون في السن وتراجع صحته سرًا خلال الحملة، وكان موضوع الخلافة الرئاسية في أذهان كل سياسي.

أرسل وزير الخارجية دانيال ويبستر خبرًا إلى تايلر عن مرض هاريسون في 1 أبريل، وفي 5 أبريل، علم تايلر أن هاريسون قد توفي في اليوم السابق. كانت وفاة هاريسون أثناء وجوده في المنصب حدثًا غير مسبوق تسبب في قدر كبير من عدم اليقين بشأن الخلافة الرئاسية. كان علماء القانون يتوقعون منذ فترة طويلة أن يموت الرئيس في منصبه في مرحلة ما، ولكن لا يوجد إجماع قوي حول ما إذا كان نائب الرئيس سيتولى منصب الرئاسة بالكامل أم لا. تنص المادة الثانية، القسم 1، البند 6 من دستور الولايات المتحدة، الذي كان يحكم الخلافة الرئاسية في ذلك الوقت، على ما يلي:
«في حالة عزل الرئيس من منصبه، أو وفاته، أو استقالته، أو عدم قدرته على أداء سلطات وواجبات المنصب المذكور، يؤول الأمر نفسه إلى نائب الرئيس».
أدى نص هذه الوصفة الدستورية إلى التساؤل عما إذا كان منصب الرئيس الفعلي، أو صلاحيات الرئيس وواجباته فقط، هي التي فوّضت إلى نائب الرئيس تايلر. اجتمع مجلس الوزراء في غضون ساعة من وفاة هاريسون، ووفقًا لرواية لاحقة، قرر أن تايلر سيكون «نائب الرئيس بالنيابة». من جانبه، أكد تايلر بحزم أن الدستور منحه سلطات كاملة وغير مشروطة في المنصب، وأدى اليمين الدستورية فورًا كرئيس، مما شكل سابقة مهمة لانتقال منظم للسلطة بعد وفاة الرئيس. ترأس مراسم القسم الرئاسي كبير القضاة ويليام كرانش من محكمة الدائرة الأمريكية لمقاطعة كولومبيا في غرفة تايلر في الفندق. شكك تايلر في البداية في ضرورة أداء القسم، بحجة أنه كان زائدًا عن الحاجة لقسمه كنائب للرئيس، لكنه وافق عليه من أجل تبديد أي شك.
ألقى تايلر خطاب تنصيبه أمام الكونجرس في 9 أبريل، إذ أعاد تأكيد إيمانه بالمبادئ الأساسية لديمقراطية جيفرسون والسلطة الفيدرالية المحدودة. قاوم العديد من أعضاء الكونغرس ادعاء تايلر بأنه رئيس. رأى الممثل (والرئيس السابق) جون كوينسي آدامز أن تايلر يجب أن يكون قائمًا بأعمال تحت عنوان «الرئيس بالنيابة»، أو أن يظل نائب الرئيس بالاسم. ومن بين أولئك الذين شككوا في سلطة تايلر السناتور هنري كلاي، الذي خطط ليكون «القوة الحقيقية وراء العرش المتخبط» بينما كان هاريسون على قيد الحياة. رأى كلاي في تايلر على أنه «نائب الرئيس» ورئاسته مجرد «وصية على العرش».
بعد بعض الجدل الساخن، أكد الكونغرس تفسير تايلر بأنه الرئيس الجديد بالفعل. في كلا المجلسين، عُرضت تعديلات فاشلة لحذف كلمة «رئيس» لصالح لغة تشمل مصطلح «نائب الرئيس» للإشارة إلى تايلر. صرح عضو مجلس الشيوخ عن ولاية مسيسيبي روبرت ج. إن فكرة أن تايلر لا يزال نائب الرئيس ويرأس مجلس الشيوخ فكرة سخيفة. لم يتراجع تايلر قط عن قناعته بأنه الرئيس الشرعي. عندما أرسل خصومه السياسيون رسائل إلى البيت الأبيض موجهة إلى «نائب الرئيس» أو «الرئيس بالنيابة»، أعادها تايلر بدون فتحها.